# Cercococcyx
Cercococcyx és un gènere d'ocells de la família dels cucúlids (Cuculidae).

## Taxonomia
Segons la Classificació del Congrés Ornitològic Internacional (versió 14.2, 2024) aquest gènere està format per tres espècies:
- cucut cuallarg fosc (Cercococcyx mechowi)[4]
- cucut cuallarg muntanyenc (Cercococcyx montanus)[5]
- cucut cuallarg olivaci (Cercococcyx olivinus)[6]